# Antonio Cassano
Antonio Cassano (sinh 12 tháng 7 năm 1982) là cựu cầu thủ bóng đá nổi tiếng người Ý. Ngoài tài năng trên sân cỏ (anh thường được gọi là "viên ngọc của Bari" – Il Gioiello di Bari Vecchia), Cassano còn nổi tiếng về tính cách đặc biệt và khá ngỗ ngược trong và ngoài sân đấu. Chính tính cách đó khiến anh còn được gọi là "đứa con hư của nước Ý", thậm chí Fabio Capello còn gọi một khái niệm mới là Cassanata nhằm ám chỉ những trường hợp tương tự, điển hình là một tài năng trẻ khác của bóng đá Ý hiện tại, Mario Balotelli. Tuy nhiên, cũng chính vì tính cách đó mà anh không được lòng huấn luyện viên nổi tiếng Marcello Lippi – huấn luyện viên trưởng đội tuyển quốc gia Ý giai đoạn World Cup 2006 và World Cup 2010 – nên đành lỡ hẹn với cả hai giải đấu trên. Ngày 31 tháng 12 năm 2017, Antonio Cassano chính thức giã từ sự nghiệp thi đấu quốc tế sau 20 năm thi đấu chuyên nghiệp.

## Tuổi thơ
Cassano sinh ngày 12 tháng 7 năm 1982 tại Bari, Ý. Mẹ ốm yếu và cha rời bỏ gia đình ngay khi Cassano chào đời, cậu bé Antonio phải vật lộn sống qua ngày ở khu phố nghèo Bari Vecchia. Sau khi khỏi bệnh, mẹ của Cassano làm lao công trường tiểu học nhưng sau đó từng bị bắt vì bán ma tuý, Antonio có cuộc sống sa đọa tới mức thường xuyên đánh lộn và phải vào đồn cảnh sát. Cuộc sống thiếu thốn cả về vật chất, tình cảm và giáo dục ấy là một trong những lý do sau này ảnh hưởng sâu sắc tới phong độ, lối sống và quan điểm chơi bóng của Cassano.
Tuy nhiên, tình yêu với trái bóng tròn tới với Cassano từ rất sớm. Cassano được gửi vào lớp đào tạo thể thao của tỉnh Apuila nhờ quen biết của một người cậu. Tài năng của cậu sớm nở rộ: năm 1998, Cassano được gọi vào đội tuyển U-15 Italia, sau đó là đội U-16 dù không qua một lớp đào tạo bóng đá chuyên nghiệp nào, nhờ vào sự phát hiện của một trong những người sẽ ảnh hưởng rất lớn tới sự nghiệp của anh sau này, Marcello Lippi - người khi đó là huấn luyện viên của Juventus và phụ trách đội trẻ Ý.

## Sự nghiệp

### A.S. Bari
Tháng 11 năm 1999, khi mới chỉ 17 tuổi, Cassano đã ra mắt khán giả Serie A trong trận Bari tiếp Lecce. Khi đó, anh còn chưa từng được ký một bản hợp đồng chuyên nghiệp.
Thế nhưng trận đấu thứ hai là bước ngoặt đối với Cassano. Ngày 17 tháng 11 năm 1999, Cassano đã một mình vượt qua 2 cầu thủ của Inter Milan (trong đó có cả hậu vệ nổi tiếng Laurent Blanc) rồi sút tung lưới thủ môn của ĐTQG Angelo Peruzzi. Pha solo được chiếu đi chiếu lại nhiều lần trên truyền hình không chỉ khiến A.S. Bari ký ngay hợp đồng chuyên nghiệp với Cassano, mà còn khiến anh trở thành thần tượng của giới trẻ và được kì vọng trở thành ngôi sao lớn nhất của bóng đá Ý sau này.
Năm 2001, Cassano đoạt danh hiệu "Cầu thủ trẻ xuất sắc nhất Serie A". Kết thúc mùa giải 2000-2001, anh quyết định rời A.S. Bari với 6 bàn sau 48 trận để tới với câu lạc bộ giàu tham vọng hơn, A.S. Roma.

### A.S. Roma
Cassano tới Roma, lúc đó đang là đội bóng giữ Scudetto, với bản hợp đồng kỉ lục: 30 triệu euro - một cái giá quá lớn cho một cầu thủ mới 19 tuổi. Anh có được 5 bàn thắng ở mùa giải đầu tiên. Tuy nhiên, anh sớm trở nên "nổi tiếng" sau khi to tiếng với huấn luyện viên Fabio Capello khi anh bị loại khỏi 1 buổi tập cùng đội sau khi anh lên tham gia cùng đội U-21 Italia. Capello quyết định loại anh khỏi danh sách thi đấu chính thức của Roma 4 tuần để "rèn luyện".
Tháng 11 năm 2002, anh tiếp tục to tiếng với Fabio Capello và khái niệm Cassanata ra đời. Lần này, Cassano bị huấn luyện viên "treo giò" 2 tháng.
A.S. Roma với Cassano đã có những thành công nhất định. Họ về nhì ở Coppa Italia 2002-2003 sau khi thua A.C. Milan 2-4 ở chung kết. Sau đó, họ lại về nhì ở Serie A mùa giải 2003-2004 cũng sau A.C. Milan với sự bùng nổ dữ dội của Cassano: anh ra sân 33 trận, ghi 14 bàn và có 11 đường chuyền quyết định.
Mùa giải 2004-2005, thành công nối tiếp thành công, Cassano đã không còn đứng vững trước cuộc sống phồn hoa. Lối sống có phần tệ nạn, vô kỉ luật và thường xuyên gây gổ khiến phong độ của anh đi xuống. Tệ hơn cả là anh còn gây hấn với cả đồng đội Wálter Samuel và Cristian Chivu trong một buổi tập. Cùng với việc huấn luyện viên Capello ra đi - người mà sau này anh gọi là "người cha tinh thần", Roma sa sút thê thảm và phải vật lộn để trụ hạng (chỉ còn cách nhóm xuống hạng 3 điểm).
Tháng 1 năm 2006, Cassano đề nghị ban lãnh đạo CLB tăng lương, thái độ khi đó được coi là "thiếu tôn trọng" trước những công thần như Francesco Totti hay Vincenzo Montella. Hiển nhiên, trước thái độ bê tha và ngỗ ngược của Cassano, Roma từ chối thẳng thừng đề nghị. Gần như ngay lập tức, Cassano rời CLB để tới với Real Madrid..

### Real Madrid
Anh là cầu thủ Ý thứ 2 tới đội bóng Hoàng gia, sau một cựu cầu thủ khác của Roma là Christian Panucci. Ở trận ra mắt gặp Real Betis ở Cúp nhà vua TBN, Cassano đã ghi bàn ngay ở phút thứ 3 có mặt trên sân. Song, Cassano ngày một béo và chậm chạp, tới mức BLĐ của Real Madrid quyết định phạt anh theo số gram mà anh bị thừa.
Định mệnh trở lại khi Fabio Capello được chỉ định làm huấn luyện viên của Real Madrid mùa giải 2006-2007. Sau trận đấu gặp Gimnàstic de Tarragona, một nhóm các cầu thủ đã có thái độ không tốt với huấn luyện viên và Cassano bị "treo giò vô thời hạn" với CLB cùng với 2 ngôi sao nổi tiếng khác là David Beckham và Ronaldo. Cassano chỉ ghi được 1 bàn thắng sau 7 lần gia sân trong mùa giải đó.
Tháng 1 năm 2007, Cassano trả lời phỏng vấn trên AS Marca rằng anh muốn trở lại A.S. Roma và muốn làm lành với đội trưởng Francesco Totti, người đã vô cùng giận dữ trước những hành động và việc ra đi của Cassano trước kia. Tháng 6 năm 2007, chủ tịch của Real Madrid, Ramón Calderón, tuyên bố Cassano nên ra đi nếu muốn cứu vãn sự nghiệp bóng đá. Cuối mùa bóng, Real Madrid vô địch La Liga một cách thuyết phục.
Mùa hè 2007, trong khi David Beckham chuyển sang MLS thi đấu cho Los Angeles Galaxy còn Ronaldo tới A.C. Milan, Cassano rời Real Madrid không kèn không trống và tới U.C. Sampdoria theo một bản hợp đồng cho mượn.

### U.C. Sampdoria
Cassano tới Sampdoria chỉ với 1,2 triệu euro trong một bản hợp đồng cho mượn kèm mua đứt từ Real Madrid. Anh được nhận mức lương 4,2 triệu euro/mùa, một mức lương rất cao so với mặt bằng của đội.
Ngày 23 tháng 9 năm 2007, anh ghi bàn thắng đầu tiên cho đội trong trận Derby della Lanterna trước Genoa sau khi vào sân từ băng ghế dự bị thay cho người đồng đội cũ ở A.S. Roma, Vicenzo Montella. Phong độ của Cassano trở lại khi anh ghi bàn liên tục và có nhiều đường chuyền quyết định cho đồng đội. Tháng 2 năm 2008, sau khi bị truất quyền thi đấu trong trận đấu với Torino F.C., Cassano đã ném áo vào mặt trọng tài và hành động đó khiến anh bị treo giò 5 trận từ Ủy ban kỉ luật Serie A. Kết thúc mùa giải, đội bóng giành quyền chơi ở UEFA Cup và Cassano quyết định không trở lại Madrid và ký hợp đồng với Sampdoria.
Tới mùa giải thứ hai, với tầm ảnh hưởng ngày một lớn, anh trở thành đội phó của U.C. Sampdoria. Cùng với việc đội bóng ký hợp đồng với ngôi sao Giampaolo Pazzini từ ACF Fiorentina, Sampdoria có trong tay một hàng công hiệu quả bậc nhất Serie A, làm cho người hâm mộ nhớ lại bộ đôi Gianluca Vialli và Roberto Mancini cách đây 2 thập niên.
Mùa giải 2009-2010, Cassano lại gây hấn với ban huấn luyện sau trận thua 0-3 trước Genoa. huấn luyện viên Luigi Del Neri quyết định loại anh khỏi đội bóng trong vòng 3 tuần "vì lý do kỹ chiến thuật." Anh tìm cớ để tới Fiorentina song bị từ chối thẳng thừng. Tuy nhiên, sau đó, Cassano lại thi đấu tốt và tiếp tục là đầu tàu hàng công đội bóng. Mùa giải đó, Sampdoria kết thúc ở vị trí thứ 4, một thành tích rất ấn tượng với 1 đội bóng tiềm lực khiêm tốn. Anh trở thành tâm điểm chuyển nhượng của Serie A hè 2010 với hàng loạt lời đề nghị hấp dẫn từ Inter Milan, Manchester United, Galatasaray và Udinese. Cassano quyết định ở lại, tuy nhiên, Sampdoria thất bại trong việc giành quyền tới UEFA Champions League sau khi thua SV Werder Bremen ở vòng sơ loại cuối cùng.
Tháng 10 năm 2010, chủ tịch Ricardo Garrone đề nghị Cassano tới dự bữa tối được tổ chức để vinh danh ông, trong đó Cassano cũng sẽ nhận được một giải thưởng. Tuy nhiên, Cassano bất ngờ từ chối, khiến Garrone được một phen mất mặt trước các quan khách. Sau đó, Garrone đã đích thân tới khu tập luyện Gloriano Mugnaini để nghe lời xin lỗi chính thức của Cassano, nhưng cầu thủ này đã một lần nữa từ chối làm việc đó . Hành động này là một động thái "thiếu tôn trọng CLB một cách sâu sắc" (Ricardo Garrone). Ban huấn luyện quyết định loại Cassano ra khỏi đội 1 "vô thời hạn". Tới ngày 16 tháng 12, Cassano có lời xin lỗi với Chủ tịch và được trở lại tập với đội từ ngày 1 tháng 1 năm 2011. Tuy nhiên, thái độ kiêu căng và lười nhác của Cassano khiến cho ban lãnh đạo khó chịu, và vì họ không muốn thanh lý hợp đồng ngay với Cassano và cũng không muốn anh làm ảnh hưởng lên toàn đội, họ yêu cầu Cassano phải hoàn trả lại 50% tiền lương nhận từ đầu mùa bóng.
Cuối tháng 12 năm 2010, cả Inter Milan và A.C. Milan tuyên bố muốn sở hữu Cassano. Ngày 23 tháng 12 năm 2010, U.C. Sampdoria tuyên bố hủy hợp đồng mà không đòi bồi thường với Cassano sau khi anh tuyên bố "không còn muốn cống hiến" cho đội bóng.

### A.C. Milan
Ngày 26 tháng 12 năm 2010, A.C. Milan tuyên bố đã có Cassano, một bước đi trong kế hoạch thay máu đội bóng cùng với những bản hợp đồng từ mùa hè như Zlatan Ibrahimović, Kevin-Prince Boateng hay Robinho. Ngày 28 tháng 12 năm 2010, Cassano xuất hiện ở Dubai để tập luyện cùng các đồng đội mới ở Milan.
Ngày 4 tháng 1 năm 2011, phó chủ tịch Adriano Galliani giới thiệu Cassano trong buổi họp báo chính thức và nói anh "là bản hợp đồng đầu tiên của đội bóng trong kì chuyển nhượng mùa đông." Cassano được nhận mức lương 2,8 triệu euro, cùng với đó là 300 ngàn euro mỗi năm tùy vào thành tích và đóng góp với đội bóng. "AC Milan thông báo, Cassano sẽ chính thức là người của chúng tôi. BLĐ và các CĐV hoan nghênh sự có mặt của cậu ấy. Hi vọng Cassano sẽ mang lại nhiều niềm vui cho tất cả bằng phong độ và các bàn thắng". Phát ngôn viên của Rossoneri xác nhận .
Do Sampdoria đã cắt hợp đồng trước với Cassano, Milan không mất một xu phí cho đội bóng vùng Genova. Tuy nhiên, Milan phải trả khoảng 5 triệu euro cho... Real Madrid (điều khoản hợp đồng từ khi bán anh cho Sampdoria). Cassano chấp nhận trả 1 nửa số tiền này. Đây là một bản đầu tư rất hời, ít nhất là về mặt tương quan giữa tài chính và chuyên môn, cho các Rossoneri. Cassano quyết định chọn số áo 99 như khi anh mặc ở Sampdoria.
"Được làm việc với Cassano là một vinh dự lớn.", huấn luyện viên Massimiliano Allegri mô tả và nói thêm về phương án sử dụng viện binh này. "Những cầu thủ lớn có thể thích nghi với mọi hoàn cảnh. Tất cả những gì Cassano cần làm là hòa mình vào tập thể. Milan chắc chắn sẽ tiếp tục chơi với sơ đồ 4-3-1-2 và cậu ấy có thể được dự phòng cho một suất tiền đạo cắm, do Inzaghi phải vắng mặt đến hết mùa".
"Chúng tôi chờ đợi ở Cassano rất nhiều, cậu ấy là một món quà cho đội bóng.", hậu vệ kỳ cựu Massimo Oddo nhận xét về đồng đội mới. "Chúng tôi hy vọng mọi việc sẽ suôn sẻ. Milan là một tập thể thân thiện và thuận lợi cho mọi cầu thủ, bởi đội bóng đem lại tất cả những gì một cầu thủ cần, nhưng cũng đòi hỏi sự tôn trọng từ từng cá nhân. Chúng tôi sẽ giúp Cassano nhanh chóng hòa nhập." 
Ngay trong trận đấu ra mắt gặp Cagliari Calcio, Cassano đã có đường kiến tạo quyết định giúp Strasser ghi bàn duy nhất của trận đấu. Ở trận đấu thứ hai gặp Udinese, Cassano đã có 2 đường chuyền giúp Milan tạo nên trận cầu điên rồ ở San Siro ngày 8 tháng 1 năm 2011 . Cassano có bàn thắng đầu tiên cho Milan ở trận đấu thứ 4, khi Milan thắng Calcio Catania 2-0.
Ngày 3 tháng 4 năm 2011, Cassano trở thành người Italia đầu tiên sau 5 năm ghi bàn ở trận Derby thành Milan với bàn thắng ấn định tỉ số 3-0 từ chấm phạt đền . Cuối mùa giải 2010-2011, Milan giành Scudetto một cách thuyết phục.
Ngày 31 tháng 10 năm 2011, sau khi cùng Milan giành chiến thắng 3-2 trước A.S. Roma tại sân Olympico, Cassano đã bị ngất trên máy bay trên đường trở về thành phố. Nguyên nhân trực tiếp được các thành viên của A.C. Milan tuyên bố là do anh có dị tật ở tim cần phải phẫu thuật. Việc phẫu thuật khiến Cassano phải nghỉ ít nhất 4 tháng. Ngày 25 tháng 4 năm 2012, Cassano có trận đấu đầu tiên với Milan kể từ khi phẫu thuật: anh ghi bàn mở tỉ số và kiến thiết một bàn cho Zlatan Ibrahimović trong chiến thắng trước Genoa. Tuy nhiên, mùa giải 2011-2012 là mùa giải trắng tay của A.C. Milan.

### Inter Milan
Tháng 8 năm 2012, rất nhiều tin đồn xuất hiện trước việc Inter và Milan trao đổi bộ đôi tiền đạo chí cốt của Sampdoria trước kia là Pazzini và Cassano. Công cuộc thương thảo diễn ra khá chóng vánh, và tới ngày 20 tháng 8 năm 2012, cả hai đã thống nhất vụ trao đổi cầu thủ. Theo đó, Milan phải trả thêm cho Inter 7 triệu euro để có Pazzini, còn Cassano ký vào bản hợp đồng với Inter tới tháng 6 năm 2014. Nhiều nguồn tin cho rằng việc không hợp với huấn luyện viên là Massimiliano Allegri, cùng với sự ra đi của Thiago Silva và Zlatan Ibrahimovic (tới Paris Saint-Germain) đã khiến Cassano không còn thiết tha với Milan. Tới ngày 22 tháng 8, trang web của cả hai bên đã công bố hình ảnh ra mắt CLB mới của 2 cầu thủ. Anh có bàn thắng đầu tiên trong trận đấu gặp A.S. Roma ngày 2 tháng 9 tại San Siro.

### Parma F.C.
Chỉ sau 1 mùa giải tại Inter, Cassano gia nhập Parma ngày 4 tháng 7 năm 2013 với phí chuyển nhượng không được tiết lộ. Anh sẽ tiếp tục mặc số áo 99 như tại Inter.

## Đội tuyển quốc gia
21 tuổi, Cassano đã lần đầu tiên ra mắt Azzurri trong trận gặp Ba Lan vào tháng 11 năm 2003. Trong trận đấu đó, Cassano cũng đã ghi bàn thắng đầu tiên trong sự nghiệp quốc tế.
Anh tham gia Euro 2004 và đá chính trong trận gặp Thụy Điển sau khi Francesco Totti buộc phải chia tay giải đấu do va chạm với Christian Poulsen của Đan Mạch. Anh ghi bàn mở tỉ số trong trận hòa 1-1 với Thụy Điển. Kì Euro đó là kỉ niệm khó quên trong lòng người hâm mộ khi truyền hình chiếu cảnh thay đổi cảm xúc cực nhanh của Cassano sau khi ghi bàn vào lưới đội tuyển Bulgaria: Cassano đã khóc nức nở sau khi gào thét ăn mừng bàn thắng vì đội tuyển Ý đã bị loại do kém hiệu số bàn thắng-thua (rất nhiều người Italia vẫn tin tỉ số 2-2 của trận Đan Mạch - Thụy Điển là một tỉ số dàn xếp để loại Italia).
Dù có tham gia cùng đội tuyển ở vòng loại, Cassano vẫn bị loại khỏi danh sách tham dự World Cup 2006 do bất đồng với huấn luyện viên Marcello Lippi - một huấn luyện viên luôn đề cao tính kỉ luật của đội bóng.
Sau kì World Cup 2006 thành công với chức vô địch thế giới cho người Ý, Roberto Donadoni lên làm huấn luyện viên trưởng và Cassano được gọi lại ĐTQG. Anh tham gia Euro 2008 song Italia bị loại ở tứ kết sau loạt penalty trước Tây Ban Nha.
Marcello Lippi trở lại làm huấn luyện viên trưởng đội tuyển Ý tại World Cup 2010. Trái với yêu cầu của người hâm mộ, Lippi vẫn cương quyết gạt Cassano ra khỏi đội hình dự World Cup. Đó là một kì World Cup đen tối của Italia khi họ đứng bét bảng B dù là đương kim vô địch thế giới: chỉ ghi được 2 bàn, có được 2 điểm và không thắng nổi 1 trận đấu nào.
Cesare Prandelli trở thành huấn luyện viên trưởng đội tuyển sau World Cup 2010 quyết định gọi Cassano trở lại đội tuyển. "Tôi cảm thấy hài lòng vì Cassano nói rằng cậu ấy muốn dùng tài năng của mình để phục vụ ĐTQG. Chúng tôi phải tạo cho Antonio không gian tự do để cậu ấy hoạt động và khi ấy Antonio sẽ trở nên đặc biệt nguy hiểm. Sẽ là sai lầm nếu hạn chế tầm hoạt động của cậu ấy. Italia cần Cassano và tôi tin rằng cậu ấy luôn sẵn sàng cống hiến nhiều hơn nữa cho màu áo này.", huấn luyện viên Prandelli nói . Sơ đồ chiến thuật của Prandelli được ông tuyên bố lấy trọng tâm là Cassano và tài năng trẻ Mario Balotelli.
Euro 2012 tổ chức tại Ba Lan và Ukraina là giải đấu xuất sắc của Cassano và Azzurri khi họ đánh bại ứng cử viên nặng ký Đức ở bán kết và chỉ chịu thua đội tuyển Tây Ban Nha ở trận chung kết.
Sau kì World Cup 2014 không thành công của đội tuyển Ý (bị loại khỏi vòng bảng với chỉ có 3 điểm, 1 trận thắng và 2 trận thua), Antonio Cassano chính thức chia tay đội tuyển Ý sau 11 năm gắn bó, tổng cộng anh đã thi đấu 39 trận và ghi được 10 bàn thắng.

## Phong cách thi đấu
Cassano là một tiền đạo trời sinh với khả năng ghi bàn điêu luyện và kĩ thuật tuyệt hảo. Tuy nhiên, hơn thế, Cassano có thể đá hộ công, tiền vệ tổ chức và cả tiền đạo lệch trái.
Cassano không chỉ hoàn hảo trong dứt điểm, anh còn là một cầu thủ có khả năng chuyền bóng, quan sát và tạo cơ hội cho đồng đội hiệu quả hơn bao giờ hết. Sau khi tăng cân trong thời gian thi đấu cho Real Madrid, Cassano ngày một chậm hơn trước, khả năng tranh chấp cũng giảm, thể lực ngày một bào mòn do lối sống trì trệ nên anh thường được kéo xuống đá ở vị trí hộ công hay tiền vệ tổ chức.
Điều đặc biệt ở Cassano chính là tính chất "quái" trong lối đá của anh. Những pha xử lý bóng của Cassano không chỉ ngẫu hứng, bất ngờ mà vô cùng sáng tạo và tinh tế, chủ yếu dựa vào kĩ thuật, khả năng kiến tạo và tốc độ ở đoạn ngắn điêu luyện của anh.

## Đời tư
Trở thành thần tượng của cả nước Ý khi chưa đầy 20 tuổi, bảnh bao và chịu chơi, nổi tiếng là một cầu thủ "sát gái", Cassano được biết tới với câu nói "Tôi đã ngủ với 600 đến 700 phụ nữ." Lối sống hưởng thụ và bê tha nhưng đầy cao ngạo của Cassano là hậu quả từ những ảnh hưởng sâu sắc từ những ngày tháng cực khổ của tuổi thơ.
Năm 2009, Cassano có buổi trả lời gây sốc trên kênh truyền hình Italia.
"Điều thật sự quan trọng là sự sung sướng. Tôi chưa bao giờ đem hết thể lực và tinh thần vào một trận đấu bóng. Tôi chỉ tung ra nhiều nhất là 50% thôi. Nhưng rút cục thì sao? Nhờ tài năng của mình, tôi đã sống như một ông hoàng."
"Tôi có thể thành công ở Real Madrid nếu cố gắng. Nhưng như vậy thì tôi sẽ phải hy sinh nhiều thứ. Thay vì thế, tôi ở đây, Sampdoria, và tôi yêu cuộc sống này."
"Vấn đề là chúng ta đang sống trong một nền văn hoá quá bị ám ảnh bởi thành công. Các danh hiệu đến rồi đi. Một khi anh giải nghệ thì chúng chỉ là những con số khô khan nằm trong cuốn niên giám. Ngoại trừ Maradona, Pelé và vài người khác, chẳng ai nhớ đến bạn hay những danh hiệu bạn giành được đâu."
"Tôi đã nghèo đói trong 17 năm tuổi thơ trong khu nhà ổ chuột ở Bari. Tôi đã sống 9 năm như một triệu phú. Như vậy có nghĩa là tôi cần sống thêm 8 năm như vậy để cân bằng cuộc đời của mình."
Cuối cùng, sau bao cuộc tình, Cassano đã đính hôn với vận động viên bóng nước Carolina Marcialis vào cuối năm 2008 và sau đó lập gia đình ngày 19 tháng 6 năm 2010 tại nhà thờ Chiesa di San Martino ở Portofino. Tháng 9 năm 2010, nhật báo La Gazzetta dello Sport cho biết là Carolina Marcialis đang mang bầu tháng thứ 2 và cô sẽ sinh hạ một bé trai cho Cassano vào mùa xuân sang năm. Không biết nói gì hơn, Cassano chỉ thốt lên một câu ngắn gọn rằng "Tôi đang là người đàn ông hạnh phúc nhất thế giới." Ngày 14 tháng 4 năm 2010, con trai Christopher của họ ra đời ở một bệnh viện tư nhân ở Genova .

## Thống kê

### Câu lạc bộ
Nguồn: La Gazzetta dello Sport
Tính đến 8 tháng 5 năm 2016.
| CLB            | Mùa giải       | Giải vô địch | Giải vô địch | Giải vô địch | Cúp    | Cúp       | Cúp        | Cúp châu Âu | Cúp châu Âu | Cúp châu Âu | Tổng   | Tổng      | Tổng       |
| CLB            | Mùa giải       | Ra sân       | Bàn thắng    | Kiến thiết   | Ra sân | Bàn thắng | Kiến thiết | Ra sân      | Bàn thắng   | Kiến thiết  | Ra sân | Bàn thắng | Kiến thiết |
| -------------- | -------------- | ------------ | ------------ | ------------ | ------ | --------- | ---------- | ----------- | ----------- | ----------- | ------ | --------- | ---------- |
| Bari           | 1999–2000      | 21           | 3            | 0            | -      | -         | -          | -           | -           | -           | 21     | 3         | 0          |
| Bari           | 2000–01        | 27           | 3            | 2            | 2      | 0         | 0          | -           | -           | -           | 29     | 3         | 2          |
| Bari           | Tổng           | 48           | 6            | 2            | 2      | 0         | 0          | -           | -           | -           | 50     | 6         | 2          |
| Roma           | 2001–02        | 22           | 5            | 0            | 3      | 1         | 0          | 5           | 0           | 0           | 30     | 6         | 0          |
| Roma           | 2002–03        | 27           | 9            | 2            | 5      | 1         | 0          | 11          | 4           | 1           | 43     | 14        | 3          |
| Roma           | 2003–04        | 33           | 14           | 4            | -      | -         | -          | 6           | 4           | 0           | 39     | 18        | 4          |
| Roma           | 2004–05        | 31           | 9            | 1            | 8      | 1         | 0          | 3           | 1           | 0           | 42     | 11        | 1          |
| Roma           | 2005–06        | 5            | 2            | 1            | -      | -         | -          | 2           | 1           | 1           | 7      | 3         | 2          |
| Roma           | Tổng           | 118          | 39           | 8            | 16     | 3         | 0          | 27          | 10          | 2           | 161    | 52        | 10         |
| Real Madrid    | 2005–06        | 12           | 1            | 1            | 4      | 1         | 0          | 1           | 0           | 0           | 17     | 2         | 1          |
| Real Madrid    | 2006–07        | 7            | 1            | 2            | 1      | 1         | 0          | 4           | 0           | 0           | 12     | 2         | 2          |
| Real Madrid    | Tổng           | 19           | 2            | 3            | 5      | 2         | 0          | 5           | 0           | 0           | 29     | 4         | 3          |
| Sampdoria      | 2007–08        | 22           | 10           | 6            | 2      | 0         | 0          | 1           | 0           | 0           | 25     | 10        | 6          |
| Sampdoria      | 2008–09        | 35           | 12           | 15           | 4      | 1         | 0          | 6           | 2           | 3           | 45     | 15        | 18         |
| Sampdoria      | 2009–10        | 32           | 9            | 10           | 1      | 2         | 0          | -           | -           | -           | 33     | 11        | 10         |
| Sampdoria      | 2010–11        | 7            | 4            | 2            | -      | -         | -          | 3           | 1           | 2           | 10     | 5         | 4          |
| Sampdoria      | Tổng           | 96           | 35           | 33           | 7      | 3         | 0          | 12          | 3           | 5           | 115    | 41        | 38         |
| Milan          | 2010–11        | 17           | 4            | 6            | 4      | 0         | 0          | -           | -           | -           | 21     | 4         | 6          |
| Milan          | 2011–12        | 16           | 3            | 10           | 0      | 0         | 0          | 3           | 1           | 0           | 19     | 4         | 10         |
| Milan          | Tổng           | 33           | 7            | 16           | 4      | 0         | 0          | 3           | 1           | 0           | 40     | 8         | 16         |
| Internazionale | 2012–13        | 28           | 7            | 9            | 2      | 1         | 2          | 9           | 1           | 4           | 39     | 9         | 15         |
| Internazionale | Tổng           | 28           | 7            | 9            | 2      | 1         | 2          | 9           | 1           | 4           | 39     | 9         | 15         |
| Parma          | 2013–14        | 34           | 12           | 8            | 2      | 1         | 0          | -           | -           | -           | 36     | 13        | 8          |
| Parma          | 2014–15        | 19           | 5            | 2            | 1      | 0         | 0          | -           | -           | -           | 20     | 5         | 2          |
| Parma          | Tổng           | 53           | 17           | 10           | 3      | 1         | 0          | -           | -           | -           | 56     | 18        | 10         |
| Sampdoria      | 2015–16        | 24           | 2            | 5            | 1      | 0         | 0          | -           | -           | -           | 25     | 2         | 5          |
| Sampdoria      | 2016–17        | 0            | 0            | 0            | 0      | 0         | 0          | -           | -           | -           | 0      | 0         | 0          |
| Sampdoria      | Tổng           | 120          | 37           | 38           | 8      | 3         | 0          | 12          | 3           | 5           | 140    | 43        | 43         |
| Tổng sự nghiệp | Tổng sự nghiệp | 419          | 115          | 86           | 40     | 10        | 2          | 56          | 15          | 11          | 514    | 141       | 109        |

### Đội tuyển quốc gia
| Đội tuyển bóng đá Ý | Đội tuyển bóng đá Ý | Đội tuyển bóng đá Ý |
| Năm                 | Trận                | Bàn                 |
| ------------------- | ------------------- | ------------------- |
| 2003                | 2                   | 1                   |
| 2004                | 4                   | 2                   |
| 2005                | 2                   | 0                   |
| 2006                | 2                   | 0                   |
| 2007                | -                   | -                   |
| 2008                | 5                   | 0                   |
| 2009                | -                   | -                   |
| 2010                | 5                   | 2                   |
| 2011                | 8                   | 4                   |
| 2012                | 7                   | 1                   |
| 2013                | -                   | -                   |
| 2014                | 4                   | 0                   |
| Tổng                | 39                  | 10                  |

### Bàn thắng quốc tế
Bàn thắng của Ý được xếp trước.
| #  | Ngày                 | Địa điểm                 | Đối thủ          | Bàn thắng | Kết quả | Giải đấu            |
| -- | -------------------- | ------------------------ | ---------------- | --------- | ------- | ------------------- |
| 1  | 12 tháng 11 năm 2003 | Warsaw, Ba Lan           | Ba Lan           | 3–1       | Thua    | Giao hữu            |
| 2  | 18 tháng 6 năm 2004  | Lisbon, Bồ Đào Nha       | Thụy Điển        | 1–1       | Hòa     | Euro 2004           |
| 3  | 22 tháng 6 năm 2004  | Guimarães, Bồ Đào Nha    | Bulgaria         | 2–1       | Thắng   | Euro 2004           |
| 4  | 3 tháng 9 năm 2010   | Tallinn, Estonia         | Estonia          | 1–2       | Thắng   | Vòng loại Euro 2012 |
| 5  | 7 tháng 9 năm 2010   | Florence, Ý              | Quần đảo Faroe   | 5–0       | Thắng   | Vòng loại Euro 2012 |
| 6  | 3 tháng 6 năm 2011   | Modena, Ý                | Estonia          | 3–0       | Thắng   | Vòng loại Euro 2012 |
| 7  | 2 tháng 9 năm 2011   | Tórshavn, Quần đảo Faroe | Quần đảo Faroe   | 1–0       | Thắng   | Vòng loại Euro 2012 |
| 8  | 11 tháng 10 năm 2011 | Pescara, Ý               | Bắc Ireland      | 3–0       | Thắng   | Vòng loại Euro 2012 |
| 9  | 11 tháng 10 năm 2011 | Pescara, Ý               | Bắc Ireland      | 3–0       | Thắng   | Vòng loại Euro 2012 |
| 10 | 18 tháng, 2012       | Gdańsk, Ba Lan           | Cộng hòa Ireland | 2–0       | Thắng   | Euro 2012           |

## Danh hiệu

### AS Roma
- Siêu cúp Italia: 2001

### Real Madrid
- La Liga: 2006–07

### AC Milan
- Serie A: 2010–11
- Siêu cúp bóng đá Ý: 2011

### Cá nhân
- Cầu thủ trẻ xuất sắc nhất Serie A: 2001, 2003